# Chuvica
Chuvica (auch: Puerto Chuvica) ist eine Ortschaft im Departamento Potosí im südamerikanischen Anden-Staat Bolivien.

## Lage im Nahraum
Chuvica ist zentraler Ort des Kanton Chuvica im Municipio Colcha „K“ in der Provinz Nor Lípez. Die Ortschaft liegt am Südrand des Salar de Uyuni, dem mit einer Fläche von mehr als 10.000 Quadratkilometern größten Salzsee der Welt.

## Geographie
Chuvica liegt auf dem bolivianischen Altiplano zwischen der Cordillera Occidental im Westen und der Cordillera de Lípez im Südosten. Das Klima der Region ist ein typisches Tageszeitenklima, bei dem die mittlere Temperaturschwankung im Tagesverlauf deutlicher ausfällt als im Ablauf der Jahreszeiten.
Nennenswerter Niederschlag fallen nur in den Monaten Januar bis März (siehe Klimadiagramm Colcha „K“), die restlichen neun Monate des Jahres sind arid, der Gesamtniederschlag der Region erreicht keine 100 mm im Jahr. Die Jahresdurchschnittstemperatur liegt bei knapp 7 °C, die Monatswerte schwanken nur unwesentlich zwischen 2 °C im Juni/Juli und 9 °C von November bis März, wobei jedoch nächtliche Frostdurchgänge im ganzen Jahr möglich sind.

## Verkehrsnetz
Chuvica liegt in einer Entfernung von 367 Straßenkilometern südwestlich von Potosí, der Hauptstadt des gleichnamigen Departamentos.
Von Potosí führt die asphaltierte Nationalstraße Ruta 5 in südwestlicher Richtung 198 Kilometer bis Uyuni, von dort führt sie weiter nach Südwesten und erreicht nach 61 Kilometern die Brücke über den Río Grande de Lípez. Hinter der Brücke zweigt die Ruta 5 in nordwestlicher Richtung ab und erreicht nach 36 Kilometern die Ortschaft Río Grande an der Bahnlinie von Uyuni nach Avaroa an der chilenischen Grenze und weiter nach Antofagasta. Die Straße folgt der Bahnlinie in südwestlicher Richtung und erreicht nach weiteren 30 Kilometern Julaca. Direkt hinter Julaca zweigt eine unbefestigte Salzpiste in nordwestlicher Richtung ab und führt auf weiteren 19 Kilometern über Mañica nach Colcha „K“ und auf weiteren 23 Kilometern weiter nach Chuvica.

## Bevölkerung
Die Einwohnerzahl des Ortes ist in den Jahrzehnten zwischen den letzten registrierten Volkszählungen angestiegen:
| Jahr | Einwohner | Quelle       |
| ---- | --------- | ------------ |
| 1992 | 69        | Volkszählung |
| 2001 | 53        | Volkszählung |
| 2012 | 92        | Volkszählung |
| 2024 |           | Volkszählung |

Die Region hat einen hohen Anteil Quechua-Bevölkerung, im Municipio Colcha „K“ sprechen 90 Prozent der Einwohner Quechua (2001).